# Fortunat Frölich
Fortunat Frölich (* 1954) ist ein Schweizer Komponist und Dirigent, der aus Chur stammt.

## Leben
Fortunat Frölich studierte nach der Matura Violoncello, Gesang und Orchesterleitung am Konservatorium Zürich, am Conservatorio di Napoli und an der Musikhochschule Leipzig. Er wirkte als Cellist und Sänger in zahlreichen Formationen verschiedener Prägung mit. Von 1989 bis 2002 war er Solocellist des Bündner Kammerorchesters. Er gründete 1982 das Ensemble um die Tessiner Volkslied-Sängerin La Lupa und 2000 ein Duo mit dem marokkanischen Darboukka-Virtuosen Samir Essahbi. Fortunat Frölich war Mitglied des Schweizer Kammerchors und begleitete das Solistenensemble Basler Madrigalisten auf vielen internationalen Tournéen. Heute arbeitet Fortunat Frölich als Komponist und Dirigent.
Frölich gewann mehrmals den von der Kulturförderung Graubünden ausgeschriebenen Wettbewerb für professionelles Kulturschaffen und erhielt stipendierte Ateliers in Wien (2016), Paris (2017), Indien (2020), Berlin (2021), China (2022). 2019 errang er am Kompositionswettbewerb der Uniun Chanzun Rumantscha in 2 Kategorien den ersten Preis.
In seinen Kompositionen verwendet Frölich eine breite Palette musikalischer und stilistischer Mittel, was durchaus seinem eigenen musikalischen Werdegang entspricht, der ihn in die verschiedenen musikalischen Sparten und auch zu anderen Kulturen führte. Man findet in seinen Werken häufig eine Konfrontation von Gegensätzen, wie z. B. in seinem Konzert für improvisierendes Saxophon und Orchester, das mit der Bündner Freejazz-Legende Werner Lüdi uraufgeführt wurde, oder in seinen zahlreichen interkulturellen Projekten, die er an internationalen Festivals in Afrika und Europa präsentierte.
1998 erhielt Frölich vom Schweizerischen Bundesamt für Kultur (BAK) den Auftrag, die Musik für die offizielle Feier zum 150 jährigen Jubiläum des Schweizer Bundesstaates zu schreiben, welche auf dem Bundesplatz in Bern uraufgeführt wurde. 2003 war er musikalischer Leiter im Projekt „Züri retour“, ein Grossanlass im Hauptbahnhof Zürich, mit welchem der Kanton Graubünden das 200 jährige Jubiläum seines Eintrittes in die Eidgenossenschaft feierte.
Weitere Kompositionsaufträge erhielt Frölich von der Schweizer Kulturstiftung PRO HELVETIA, Schweizer Landesausstellung expo 02, Sinfonieorchester Basel, Orchestra Filarmonica di Torino, Theater Basel, Opernhaus Biel/Solothurn, Luzerner Theater, Basler Madrigalisten, Zürcher Kammerorchester, Festival Boswiler Sommer, Stimmen Festival Lörrach, Menhir Festival Falera, Klangwelt Toggenburg. Festival Murten Classics und anderen mehr.
Als Dirigent arbeitet Frölich mit namhaften Solisten, Orchestern und Ensembles zusammen, wie Juliane Banse, Susanne Elmark, Rima Khcheich, Reem Talhami, Christian Zehnder, Sinfonieorchester Basel, Ensemble Phoenix Basel, Hamburger Symphoniker, Südwestdeutsche Philharmonie Konstanz, Ensemble Resonanz Hamburg, Zürcher Kammerorchester, Amar Quartett, Casal Quartett, Kammerphilharmonie Graubünden, Karlovivary Symphony Orchestra, North of England Chamber Orchestra, Basler Madrigalisten, Choeur du Maroc, und anderen mehr.

## Projekte und Arbeit
Ein Spezialgebiet der Arbeit Frölichs betrifft die Interkulturalität. 1991 realisierte er ein erstes Begegnungsprojekt Leh ya Jarè als kulturelle Antwort auf fremdenfeindliche Ausschreitungen in der Schweiz und in Deutschland. Dieses Projekt wurde vom Schweizer Musikrat und dem Kultusministerium Baden-Württemberg ausgezeichnet und erlebte seither in vielen Schweizer Städten sowie in Deutschland und Marokko zahlreiche Aufführungen.
1999 und 2002 leitete Frölich das Projekt moi-toi-musique mit Tuareg – Musikern in Niger und am Internationalen Festival de Rabat in Marokko. Von 2001 bis 2005 war er regelmässiger Gastdozent für Chorleitung am Conservatoire National du Maroc. 2006 wurde seine interkulturelle Komposition aanilhoub - about love am Festival Mawazine - Rythmes du Monde in Rabat, Marokko, uraufgeführt und von Radiotelevision Marocaine RTM aufgezeichnet. 2012 wurde er von Maroc Cultures zur Koproduktion eines auf marokkanischem Liedgut basierenden Werkes eingeladen, genannt Chanta o Unda / Singe, oh Welle. Es wurde am Stimmenfestival Lörrach, am Zürcher Theater Spektakel, am FIT Festival Internationale del Teatro in Lugano, am Theater Chur und im Teatro Sociale in Bellinzona gezeigt, sowie 2013 am Festival Mawazine - Rythmes du Monde in Rabat, Marokko.
Frölich gründete den Verein choR inteR kultuR, welcher regelmässig interkulturelle Projekte durchführt.  2017 führte der choR inteR kultuR das interkulturellen Werk aanilhoub - about love von Fortunat Frölich in Beirut auf.
Die Zusammenarbeit mit Linard Bardill, dem Schweizer Liedermacher und Experten für Kinderliteratur und -musik, ist ein weiterer Schwerpunkt in Frölichs Schaffen. Frölich und Bardill realisierten zahlreiche Projekte, in welchen sie Kinder an die klassische sinfonische Musik heranführen. In den gemeinsam entwickelten musikalischen Werken scheuen Frölich und Bardill nicht davor zurück, die jungen Zuhörer mit philosophischen und ernsten Themen, sowie mit einer zeitgenössischen Klangwelt zu konfrontieren. Die Kinderprojekte von Frölich und Bardill werden von verschiedenen Orchestern im In- und Ausland aufgeführt.
Frölich erhielt 1998 vom Schweizer Bundesamt für Kultur den Auftrag, die Musik für die offizielle Feier zum 150-jährigen Jubiläum des Schweizer Bundesstaates zu schreiben, welche auf dem Bundesplatz in Bern aufgeführt wurde.
Weitere Kompositionsaufträge erhielt Frölich von der Schweizer Kulturstiftung Pro Helvetia, Schweizer Landesausstellung Expo.02, Sinfonieorchester Basel, Theater Basel, Opernhaus Biel/Solothurn, Luzerner Theater, Basler Madrigalisten, Orchestra Filarmonica Torino, Zürcher Kammerorchester, Bündner Kammerorchester, Festival Boswiler Sommer, Stimmen Festival Lörrach, Menhir Festival Falera, Brassband Sursilvana, Jewish-Arab Orchestra Nazareth und anderen mehr. 2014 erhielt Fortunat Frölich vom Theater Basel den Kompositionsauftrag für die Oper Föhn mit dem Schriftsteller Urs Widmer und dem Regisseur Christian Zehnder.

## Kooperationen

### Zusammenarbeit u.a. mit folgenden Musikern
- Juliane Banse
- Susanne Elmark[16]
- Hans Koch
- La Lupa
- Werner Lüdi
- Reem Talhami
- Christian Zehnder
- Rachid Zeroual
- Nasser Houari

### Zusammenarbeit u.a. mit folgenden Orchestern
- Bohuslav Martinu Philharmonie, Zlin, Tschechien
- Chorale du Conservatoire National du Maroc, Marokko
- Ensemble Resonanz, Hamburg[17]
- Hamburger Symphoniker, Deutschland
- Kammerphilharmonie Graubünden, Schweiz
- Karlovivary Symphony Orchestra, Tschechien
- Opernhaus Biel / Solothurn, Schweiz
- Orchestra Filarmonica di Torino, Italien[18]
- Sinfonieorchester Basel, Schweiz
- Sinfonietta Basel sowie Sinfonietta Lausanne
- The North of England Chamber Orchestra, UK
- Zürcher Kammerorchester, Schweiz

## Auszeichnungen
Frölich erhielt einen Förderpreis des Kantons Graubünden und gewann den Wettbewerb für professionelles Kulturschaffen in den Jahren 1999, 2004 und 2012. Er war Artist in Residence in Wien 2015 und in der Cité Internationale des Arts in Paris 2017.